# Zbiornik Uglicki
Zbiornik Uglicki (ros. Угличское водохранилище) – jezioro zaporowe w Rosji, przy ujściu rzek Kaszynka, Miedwiedica i Nierl do Wołgi, powstałe po wybudowaniu w 1939 roku zapory na rzece Wołdze, w miejscowości Uglicz.
Zbudowanie zbiornika spowodowało zatopienie większej części miasta Kalazin i znajdującego się w nim zespołu klasztornego. Obecnie istnieje jedynie wystająca ponad lustro wody dzwonnica soboru św. Mikołaja.